# Aspidiotus taverdeti
Aspidiotus taverdeti är en insektsart som beskrevs av Alfred Serge Balachowsky 1956. Aspidiotus taverdeti ingår i släktet Aspidiotus och familjen pansarsköldlöss.
Artens utbredningsområde är Kamerun. Inga underarter finns listade i Catalogue of Life.